# نوبویوکی کاتسوبه
نوبویوکی کاتسوبه (انگلیسی: Nobuyuki Katsube؛ زادهٔ ۲۳ مهٔ ۱۹۳۸) هنرپیشه، و صداپیشه اهل ژاپن است.